# Palaeosaniwa
Palaeosaniwa es un género extinto de lagarto anguimorfo del periodo Cretácico de Canadá. El nombre fue dado por Charles Whitney Gilmore en 1928, y significa “Saniwa antiguo.”

## Descripción
La primera evidencia fósil de Palaeosaniwa fue descubierta en el Campaniense de Alberta, Canadá, aunque la mayor parte de los fósiles se encuentran cerca de Montana y Wyoming en Estados Unidos, datando del Maastrichtiense. Palaeosaniwa era un lagarto carnívoro grande, comparable a los grandes lagartos monitores (Varanidae) en tamaño, y midiendo probablemente entre 1.5 a 1.8 metros de longitud, lo que lo convierte en uno de los mayores lagartos terrestres conocidos del Mesozoico. También se asemejaba a los varánidos por poseer dientes en forma de cuchillo con diminutas sierras, lo que sugiere un modo de vida similar como depredador de otros vertebrados. Originalmente se consideró que Palaeosaniwa era un pariente cercano de los varánidos, pero más recientemente se ha interpretado como un pariente de los helodermátidos, el grupo que incluye al monstruo de Gila y al lagarto enchaquirado. También se ha sugerido que era venenoso.